# Golden Dragon
Xiamen Golden Dragon Bus Co. Ltd (kinesisk: 厦门金龙旅行车有限公司, almindeligvis 金旅客车) er en kinesisk producent af busser med hovedkvarter i Xiamen, Fujian. Det er et datterselskab til King Long, der blev etableret i 1992. Busserne er mellem 5 m og 18 m lange og de fremstiller også varevogne, der sælges under mærket "Golden Dragon". De eksporterer til ca. 40 lande.